# Clamart
Clamart je město v jihozápadní části metropolitní oblasti Paříže ve Francii v departmentu Hauts-de-Seine a regionu Île-de-France. Od centra Paříže je vzdálené 8,7 km.

## Geografie
Sousední obce: Issy-les-Moulineaux, Vanves, Malakoff, Chatillon, Fontenay-aux-Roses, Le Plessis-Robinson, Bièvres, Châtenay-Malabry, Vélizy-Villacoublay a Meudon.

## Vývoj počtu obyvatel
Počet obyvatel

## Partnerská města
- Artašat, Arménie, 2003
- Kidal, Mali, 2003
- Lüneburg, Německo, 1975
- Majadahonda, Španělsko, 1988
- Penamacor, Portugalsko, 2006
- Scunthorpe, Spojené království, 1976